# زیردریایی کلاس-دی
زیردریایی کلاس-دی ممکن است به یکی از موارد زیر اشاره داشته باشد:
- زیردریایی کلاس-دی (ایالات متحده آمریکا)
- زیردریایی کلاس-دی (بریتانیا)